# پرواز ۳۰۵۴ خطوط هوایی تام
پرواز ۳۰۵۴ خطوط هوایی تام   ( با شماره شناسایی JJ3054/TAM3054) یک پرواز مسافربری داخلی در برزیل بود که توسط خطوط هوایی تام از پورتو آلگره به سائوپائولو ، برزیل انجام می‌شد. در غروب روز ۱۷ ژوئیه۲۰۰۷، ایرباس ای ۳۲۰-۳۲۲ که در حال فرود آمدن از  باند ۳۵اِل در سائوپائولو بود، پس از فرود آمدن و طی کردن مسافتی از باند  در هنگام فعال کردن معکوس کننده رانش در باران متوسط، از باند خارج شد و با یک انبار خطوط هوایی تام در مجاورت یک پمپ بنزین شل پی ال سی  سقوط  و با ساختمان ها برخورد کرد.  

این هواپیما بر اثر برخورد منفجر شد و تمامی ۱۸۷ مسافر و خدمه هواپیما و همچنین ۱۲ نفر در ساختمان‌ها و روی زمین کشته شدند. ۲۷ نفر دیگر در انبار تام مجروح شدند. 

## حادثه

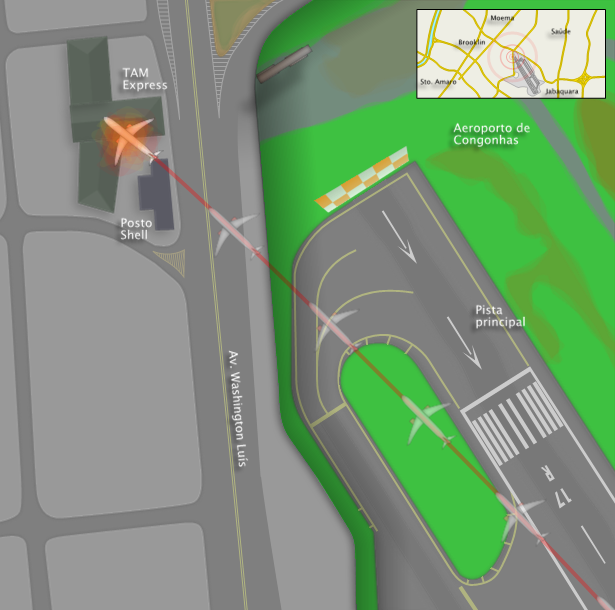
لحظات پایانی پرواز ۳۰۵۴ تام بر روی نقشه

پرواز ۳۰۵۴ مجوز فرود بر روی باند ۳۵ راست را گرفت و فرود را آغاز کرد. بررسی‌های مقامات دولتی از فیلم‌های دوربین‌های فرودگاه از روز حادثه نشان داد که علیرغم اینکه هواپیما بدون هیچ حادثه‌ای بر روی باند فرود آمد ، اما  سرعت آن به طور عادی  کاهش نمی‌یابد، در حالی که با سرعت ۹۰ گره (۱۷۰ کیلومتر بر ساعت؛ ۱۰۰ مایل بر ساعت) از انتهای باند خارج می‌شود، به سمت چپ منحرف می‌شود. .  هواپیما پس از خروج از باند بر روی خیابان واشنگتن لوئیس   ، یک گذرگاه اصلی شهر سائو پائولو عبور  کرد و به  یک ساختمان چهار طبقه تام اکسپرس  برخورد و منجر به آتش سوزی بزرگ شد. همه ۱۸۷ مسافر و خدمه جان خود را از دست دادند و هواپیما منفجر شد. 
از آنجایی که اهرم رانش موتور سمت راست در آن زمان هنوز در حالت "قدرت گرفتن" قرار داشت، موتور سمت راست برای بالا رفتن قدرت شتاب می گرفت در حالی که موتور سمت چپ معکوس رانش خود را برای کم کردن به کار می گرفت در حالی که موتور دیگری شتاب تولیدمی‌کرد . این شرایط موتور ها باعث منحرف شن هواپیما به سمت چپ شد و در آخر هواپیما از باند خارج و به ساختمان های اطراف فرودگاه برخورد کرد و همه مسافران و خدمه کشته شدند.  از موقعیت نادرست اهرم های رانش هواپیما تا رد شدن  باند فرودگاه  فقط ۱۶ ثانیه و تا سقوط هواپیما  و برخورد به ساختمان های فرودگاه ۲۶ ثانیه طول کشید.

### جدول زمان لحظات آخر پرواز
منبع: 
| زمان                       | زمان                            | اتفاق                                                                |
| ساعت ( به وقت گرینویچ UTC) | به وقت محلی ( یو تی سی ۰۳:۰۰- ) | اتفاق                                                                |
| -------------------------- | ------------------------------- | -------------------------------------------------------------------- |
| ۲۰:۱۹                      | ۱۷:۱۹                           | پرواز ۳۰۵۴ فرودگاه سالگادو فیلهو را ترک می کند.                      |
| ۲۱:۲۰                      | ۱۸:۲۰                           | پرواز ۳۰۵۴ نزدیک شدن به فرودگاه مقصد را آغاز می کند.                 |
| ۲۱:۴۳                      | ۱۸:۴۳                           | خلبانان چک لیست فرود را انجام می دهند.                               |
| ۲۱:۴۷                      | ۱۸:۴۷                           | پرواز ۳۰۵۴ اجازه فرود از برج کنترل را می‌گیرد                         |
| ۲۱:۴۸:۲۴                   | ۱۸:۴۸:۲۴                        | اهرم های رانش هواپیما در جایگاه اشتباهی قرار گرفته اند.              |
| ۲۱:۴۸:۲۶                   | ۱۸:۴۸:۲۶                        | پرواز ۳۰۵۴ روی باند را لمس کرده و فرود می آید.                       |
| ۲۱:۴۸:۳۰                   | ۱۸:۴۸:۳۰                        | هواپیما شروع به چرخش به سمت چپ می کند.                               |
| ۲۱:۴۸:۴۰                   | ۱۸:۴۸:۴۰                        | هواپیما از باند فرودگاه عبور می کند.                                 |
| ۲۱:۴۸:۵۰                   | ۱۸:۴۸:۵۰                        | سقوط هواپیما به ساختمان چهار طبقه ای تام اکسپرس و منفجرشدن هواپیما . |